# 고코쿠지성

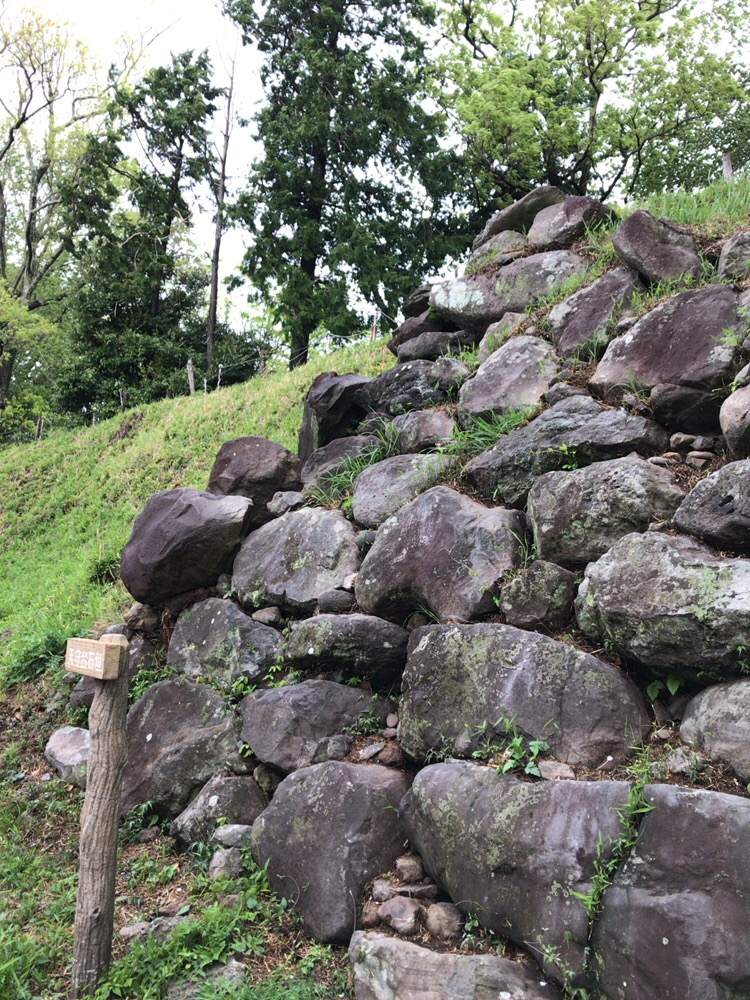

고코쿠지성(일본어: 興国寺城, こうこくじじょう)은 시즈오카현 누마즈시에 있었던 연곽식 평산성이다. 국가 사적으로 지정되었으며, 호조 소운의 연고가 되었던 성으로 유명하다. 다른 이름으로는 네고야성(根古屋城)이라 불리기도 한다.

## 역사

### 센고쿠 시대
정확한 축성연도는 불명확하지만, 1469년 ~ 1487년에 축성된 것 같다. 《호조고다이키(北条五代記)》에서 고코쿠지 성이 나오는 년도는 1487년이다. 1487년 이마가와 가문의 객장이었던 이세 모리토키(후에 호조 소운)가 이마가와 가문의 가독 다툼에서 이마가와 우지치카의 편에서 활약했다. 이 공적으로 고코쿠지 성을 하사받는다. 호조 소운은 이를계기로 이즈를 호시탐탐 노리게 된다.
그 후, 호조 소운은 이즈 국을 다스리고 있던 호리고에 구보 아시카가 마사토모의 아들 아시카가 자챠마루를 공격해 영지를 빼앗는다. 이 싸움의 대의명분은 무로마치 막부 쇼군 아시카가 요시즈미의 어머니와 동생의 원수를 갚는다는 것이었다. 이즈 국의 영주가 되어 거처를 니라야마 산성으로 거처를 옮긴다.
이제 이 땅은 스루가의 이마가와 가문, 가이의 다케다 가문, 사가미의 호조 가문의 각축장이 되어 뺏고 빼앗기기를 반복한다.

### 아즈치모모야마 시대
1571년 ~ 1582년은 다케다 가문의 영지였고, 다케다 가문이 멸문된 후 도쿠가와 이에야스가 이 지역을 다스린다. 1590년 이에야스는 도요토미 히데요시에 의해 간토로 전봉되었다. 그 후, 도요토미 가문의 가신 나카무라 가즈우지가 고코쿠지 성에 입성하여 이 지역을 다스린다.

### 에도 시대이후
1600년에 일어난 세키가하라 전투 후, 아마노 야스카게가 1만석에 입봉되지만, 1607년에 일어난 사건으로 폐번되어 폐성되었다. (자세한 내용은 고코쿠지 번 참조)
- 1995년 (헤세 7년) 3월 17일 국가 사적으로 지정되었다.

## 교통
- JR 도카이 누마즈역하차 버스로 환승 〈네고야(根古屋)〉하차, 도보로 3분 소요.